# Ole Østmo
Ole Østmo, né le 13 septembre 1866 à Elverum et mort le 11 septembre 1923 à Oslo, est un tireur sportif norvégien.

## Carrière
Ole Østmo participe aux épreuves de tir aux Jeux olympiques d'été de 1900 se tenant à Paris. Il remporte deux médailles d'argent, en rifle d'ordonnance à 300 mètres debout et en rifle libre par équipe. Le tireur sportif gagne aussi deux médailles de bronze, en rifle d'ordonnance à 300 mètres en 3 positions (partagée avec le Belge Paul van Asbroeck) et en rifle d'ordonnance à 300 mètres couché. Il termine quinzième en rifle d'ordonnance à 300 mètres à genoux.